# Fotios Arapoglu
Fotios Arapoglu, gr. Φώτιος Αράπογλου (ur. 4 października 1994) – grecki bokser, zdobywca brązowego medalu w kategorii ciężkiej na Igrzyskach Śródziemnomorskich 2013 w Mersin, reprezentant Grecji na Mistrzostwach Świata 2013 w Ałmaty oraz na Mistrzostwach Europy 2013 w Mińsku, młodzieżowy mistrz Grecji w kategorii ciężkiej z roku 2012.

## Kariera
W kwietniu 2013 rywalizował na Turnieju im. Feliksa Stamma w Warszawie, dochodząc do ćwierćfinału w kategorii ciężkiej.
Od 1 do 4 czerwca rywalizował na Mistrzostwach Europy 2013 w Mińsku, startując w kategorii ciężkiej. W 1/16 finału pokonał na punkty Szkota Stephena Lavelle, a w 1/8 finału przegrał z reprezentantem Gruzji Lewanem Guledanim.
Pod koniec czerwca na Igrzyskach Śródziemnomorskich 2013 w Mersin zdobył brązowy medal w kategorii ciężkiej. W walce ćwierćfinałowej pokonał na punkty Bośniaka Alema Colpa, a w półfinale przegrał z Włochem Fabio Turchim, przegrywając przed czasem w drugiej rundzie.
W październiku 2013 reprezentował Grecję na Mistrzostwach Świata 2013 w Ałmaty. Odpadł w 1/32 finału, przegrywając z Koreańczykiem Jin-Ho Heo. W sierpniu 2014 rywalizował na Mistrzostwach Unii Europejskiej 2014 w Sofii. Odpadł w 1/8 finału, przegrywając z reprezentantem Austrii Stefanem Nikoliciem.